# Serie B 1978 (calcio femminile)
L'edizione 1978 è stata la decima edizione del campionato F.I.G.C.F. di Serie B femminile italiana di calcio. Corrisponde al campionato 1977-1978 del calcio maschile.
Il campionato è iniziato il 30 aprile 1978 ed è terminato il 5 novembre 1978 con l'assegnazione del titolo di campione di Serie B 1978 alla U.S. Libertas Como.

## Stagione

### Novità
Il Conegliano e il Livorno sono stati successivamente ammessi al campionato di Serie A 1978.
Variazioni prima dell'inizio del campionato:
cambio di denominazione e sede:
- da "A.C.F. Red Line Biella" ad "A.C.F. Momproso Biella" di Biella,
- da "F.F. Pozzolese Genova 70" di Pozzolo Formigaro a "F.F. Genova 70" di Genova,
- da "A.C.F. Pulivapor Piacenza" a "Piacenza A.C.F." di Piacenza,
- da "S.S. Fiamma Ceraso Caimex" a "S.S. Fiamma Ceraso" di Monza,
- da "A.C.F. Pordenone Ledysan" ad "A.C.F. Pordenone" di Pordenone,
- da "A.C.F. Pesaro A.Zeta Salotti" ad "A.C.F. Pesaro Firenze Corredi" di Pesaro,
- da "U.S.F. Ponte Buggianese Toscogas" a "U.S.F. Ponte Buggianese Balducci" di Ponte Buggianese;

hanno rinunciato al campionato di Serie B:
- "A.C.F. Asti" di Asti,
- "Cori S.C.F." di Torino,
- "F.C.F. Alta Italia" di Cuneo,
- "A.C.F. Real Torino" di Torino,
- "A.C.F. Carmagnola" di Carmagnola,
- "A.C.F. Lecco" di Lecco,
- "A.C.F. Pero Estintori Meteor" di Pero,
- "A.C.F. Aurora Casalpusterla" di Casalpusterlengo,
- "C.F. Vetrerie Accorsi" di Canneto sull'Oglio,
- "A.C.F. Aurora Comun Nuovo" di Comun Nuovo,
- "A.C.F. Mirabello" di Pavia,
- "A.C.F. Poltronificio Dall'Oca Terme" di Battaglia Terme,
- "A.C.F. Eros Caffè Limena" di Limena,
- "A.C.F. Venturina" di Venturina Terme,
- "U.S.C.F. Naddeo Renault Carpineto Romano" di Carpineto Romano,
- "A.C.F. San Paolo Ostiense" di Roma,
- "A.C.F. Roma Universo Assicurazioni" di Ostia,
- "A.C.F. Libertas Nesima Inferiore" di Nesima Inferiore,
- "S.C.F. Cosenza" di Cosenza,
- "G.S.F. Bari" di Bari,
- "F.C.F. Aosta" di Aosta,
- "A.C.F. Helios" di Aosta,
- "S.S. Ardita Leumann" di Leumann,
- "G.S. Verrès" di Verrès.

### Formula
Vi hanno partecipato 31 squadre divise in quattro gironi. La prima classificata di ognuno dei quattro gironi viene ammessa alle semifinali per il titolo e per la promozione in Serie A, dove vengono promosse solo le due finaliste. Non sono previste retrocessioni in Serie C (regionale) perché i gironi della stagione 1979 sarebbero passati dalle 8-9 alle 10 squadre.

## Girone A

### Squadre partecipanti
| Club                        | Città                   | Stagione 1977                |
| --------------------------- | ----------------------- | ---------------------------- |
| A.C.F. Bognanco Domodossola | Domodossola             | 6º posto in Interregionale/A |
| A.C.F. Derthona La Pelle    | Tortona                 | 4º posto in interregionale/A |
| F.F. Genova 70              | Genova                  | 5º posto in Interregionale/D |
| A.C.F. Momproso Biella      | Biella                  | 1º posto in Interregionale/A |
| A.C.F. Niagara Pavia        | Pavia                   | 2º posto in Interregionale/A |
| U.S. Sampierdarenese        | Genova Sampierdarena    | 3º posto in Interregionale/D |
| A.C.F. Tigullio 72          | Santa Margherita Ligure | 7º posto in Interregionale/D |

### Classifica finale
|  | Pos. | Squadra              | Pt | G  | V  | N | P | GF | GS | DR  |
|  | ---- | -------------------- | -- | -- | -- | - | - | -- | -- | --- |
|  | 1.   | Tigullio 72          | 21 | 12 | 10 | 1 | 1 | 48 | 8  | +40 |
|  | 2.   | Sampierdarenese      | 18 | 12 | 8  | 2 | 2 | 20 | 12 | +8  |
|  | 3.   | Momproso Biella      | 17 | 12 | 8  | 1 | 3 | 36 | 8  | +28 |
|  | 4.   | Niagara Pavia        | 9  | 12 | 3  | 3 | 6 | 6  | 13 | -7  |
|  | 4.   | Bognanco Domodossola | 9  | 12 | 3  | 3 | 6 | 14 | 22 | -8  |
|  | 6.   | Genova 70            | 5  | 12 | 2  | 1 | 9 | 8  | 33 | -25 |
|  | 6.   | Derthona La Pelle    | 5  | 12 | 2  | 1 | 9 | 7  | 43 | -36 |

Legenda:
 Ammessa agli spareggi per la promozione in Serie A.
Note:
Due punti a vittoria, uno a pareggio, zero a sconfitta.
Il Genova 70 ha successivamente rinunciato al campionato di Serie B.

## Girone B

### Squadre partecipanti
| Club                          | Città                 | Stagione 1977                |
| ----------------------------- | --------------------- | ---------------------------- |
| A.C.F. Atalanta               | Zanica                | ?                            |
| A.C.F. Aurora Mombretto       | Mombretto di Mediglia | in Serie C lombarda          |
| C.F. Despar                   | Canneto sull'Oglio    | ?                            |
| S.S. Fiamma Ceraso            | Monza                 | 3º posto in Interregionale/B |
| U.S. Libertas Como            | Como                  | ?                            |
| S.C.F. Pagazzanese            | Pagazzano             | ?                            |
| Piacenza A.C.F.               | Piacenza              | 1º posto in Interregionale/B |
| A.C.F. Rutilius Sport Bergamo | Bergamo               | 8º posto in Serie A          |

### Classifica finale
|  | Pos. | Squadra                | Pt | G  | V | N | P | GF | GS | DR  |
|  | ---- | ---------------------- | -- | -- | - | - | - | -- | -- | --- |
|  | 1.   | Libertas               | 19 | 14 | 8 | 3 | 3 | 40 | 22 | +18 |
|  | 2.   | Rutilius Sport Bergamo | 19 | 14 | 9 | 1 | 4 | 29 | 16 | +13 |
|  | 3.   | Piacenza               | 15 | 14 | 5 | 5 | 4 | 19 | 15 | +4  |
|  | 4.   | Despar                 | 13 | 14 | 4 | 5 | 5 | 28 | 22 | +6  |
|  | 4.   | A.C.F. Atalanta        | 13 | 14 | 5 | 3 | 6 | 19 | 39 | -20 |
|  | 6.   | Aurora Mombretto       | 12 | 14 | 5 | 2 | 7 | 22 | 23 | -1  |
|  | 7.   | Pagazzanese            | 11 | 14 | 4 | 3 | 7 | 19 | 24 | -5  |
|  | 8.   | Fiamma Ceraso          | 10 | 14 | 3 | 4 | 7 | 21 | 36 | -15 |

Legenda:
 Ammessa agli spareggi per la promozione in Serie A.
Note:
Due punti a vittoria, uno a pareggio, zero a sconfitta.
La Despar ha successivamente rinunciato al campionato di Serie B.

## Girone C

### Squadre partecipanti
| Club                                | Città               | Stagione 1977                |
| ----------------------------------- | ------------------- | ---------------------------- |
| A.C.C.F. Azzurra                    | Castelfranco Veneto | 4º posto in Interregionale/C |
| A.C.F. Belluno                      | Belluno             | 5º posto in Interregionale/C |
| C.S. Castrezzato                    | Castrezzato         | 7º posto in Interregionale/C |
| A.C.F. Cerbiatte Sarcedo            | Sarcedo             | ?                            |
| A.C.F. Conegliano (riserve)         | Conegliano          | -                            |
| A.C.F. Pordenone                    | Pordenone           | 9º posto in Serie A          |
| P.F. Rivignano "Calzature da Piero" | Rivignano           | ?                            |
| G.S.F. Spinea                       | Spinea              | 6º posto in Interregionale/C |

### Classifica finale
|  | Pos. | Squadra                        | Pt   | G  | V | N | P  | GF | GS | DR  |
|  | ---- | ------------------------------ | ---- | -- | - | - | -- | -- | -- | --- |
|  | 1.   | Belluno                        | 19   | 12 | 8 | 3 | 1  | 24 | 5  | +19 |
|  | 2.   | Pordenone                      | 17   | 12 | 7 | 3 | 2  | 25 | 12 | +13 |
|  | 2.   | Azzurra                        | 17   | 12 | 7 | 3 | 2  | 19 | 7  | +12 |
|  | 4.   | Cerbiatte Sarcedo              | 12   | 12 | 4 | 4 | 4  | 16 | 19 | -3  |
|  | 4.   | Rivignano "Calzature da Piero" | 12   | 14 | 4 | 4 | 4  | 15 | 20 | -5  |
|  | 6.   | Castrezzato                    | 7    | 12 | 2 | 3 | 7  | 11 | 20 | -9  |
|  | 7.   | Spinea                         | 0    | 12 | 0 | 0 | 12 | 0  | 27 | -27 |
|  | --   | Conegliano (riserve)           | F.c. |    |   |   |    |    |    |     |

Legenda:
 Ammesso agli spareggi per la promozione in Serie A.
Note:
Due punti a vittoria, uno a pareggio, zero a sconfitta.
La squadra riserve del Conegliano (partecipante alla Serie A) è fuori classifica (F.c.).
Lo Spinea ha successivamente rinunciato al campionato di Serie B.

## Girone D

### Squadre partecipanti
| Club                             | Città            | Stagione 1977                |
| -------------------------------- | ---------------- | ---------------------------- |
| Empoli Foot-Ball Girls           | Empoli           | ?                            |
| A.C.F. Borgo Livorno             | Livorno          | ?                            |
| A.C.F. Lazio                     | Roma             | 2º posto in Interregionale/E |
| C.F. Marina S.Vitale Candia      | Marina di Massa  | 6º posto in Interregionale/D |
| A.C.F. Pesaro Firenze Corredi    | Pesaro           | 5º posto in Interregionale/E |
| U.S.F. Ponte Buggianese Balducci | Ponte Buggianese | 4º posto in Interregionale/D |
| A.C.F. Roma Campidoglio          | Roma             | 3º posto in Interregionale/E |
| A.C.F. Roma Lido                 | Roma             | ?                            |

### Classifica finale
|  | Pos. | Squadra                     | Pt | G  | V | N | P | GF | GS | DR  |
|  | ---- | --------------------------- | -- | -- | - | - | - | -- | -- | --- |
|  | 1.   | Roma Lido                   | 20 | 14 | 9 | 2 | 3 | 27 | 13 | +14 |
|  | 2.   | Marina S.Vitale Candia      | 19 | 14 | 7 | 5 | 2 | 16 | 5  | +11 |
|  | 3.   | Roma Campidoglio            | 16 | 14 | 5 | 6 | 3 | 11 | 11 | 0   |
|  | 4.   | Pesaro Firenze Corredi      | 15 | 14 | 4 | 7 | 3 | 17 | 9  | +8  |
|  | 4.   | Ponte Buggianese Balducci   | 15 | 14 | 3 | 9 | 2 | 14 | 12 | +2  |
|  | 6.   | Borgo Livorno (-1)          | 11 | 14 | 3 | 6 | 5 | 16 | 20 | -4  |
|  | 7.   | A.C.F. Lazio (-1)           | 8  | 14 | 2 | 5 | 7 | 11 | 20 | -9  |
|  | 8.   | Empoli Foot-Ball Girls (-1) | 5  | 14 | 0 | 6 | 8 | 10 | 32 | -22 |

Legenda:
 Ammessa agli spareggi per la promozione in Serie A.
Note:
Due punti a vittoria, uno a pareggio, zero a sconfitta.
Il Borgo Livorno, la Lazio e l'Empoli hanno scontato 1 punto di penalizzazione per una rinuncia.
Il Marina S.Vitale Candia, il Pesaro Firenze Corredi, il Ponte Buggianese Balducci e l'Empoli hanno successivamente rinunciato al campionato di Serie B.

## Campionato Meridionale
Nella riunione di consiglio del 10 dicembre 1977 il Consiglio Federale, preso atto della forte diminuzione dell'attività agonistica in Italia meridionale e in Sicilia, propose la creazione di un organo federale che riportasse l'attività calcistica ufficiale ai livelli del passato.

Nominato quale Commissario Straordinario per le Regioni Meridionali il signor Filippo Lancieri, fu indetto un campionato a cui avrebbero partecipato tutte le società già iscritte all'Interregionale 1977 e ai campionati regionali 1977.

Queste società presero parte al proprio campionato regionale e le prime due classificate furono ammesse alle semifinali interregionali. Si giocò in Campania e in Sicilia, mentre delle poche squadre pugliesi affiliate il Foggia fu ammesso direttamente alla fase interregionale.

Essendosi protratte troppo oltre il periodo estivo, le finaliste del Campionato Meridionale non poterono prender parte alle finali per l'assegnazione del titolo di Serie B e perciò furono promosse in Serie A le finaliste della Serie B e la vincente del Campionato Meridionale.

### Finale del Campionato Meridionale
|        | Risultati |                  | Luogo e data                    |
| ------ | --------- | ---------------- | ------------------------------- |
| Foggia | 5 - 2     | S.M.E.B. Messina | Cetraro Marina, 29 ottobre 1978 |
|        |           |                  |                                 |

In seguito lo S.M.E.B. Messina ha rinunciato alla promozione in Serie A e all'iscrizione in Serie B.

## Spareggi promozione e per il titolo di Serie B

### Semifinali
|               | Risultati   |             | Luogo e data       |
| ------------- | ----------- | ----------- | ------------------ |
| Tigullio 72   | 3 - 1       | Belluno     | ?, 15 ottobre 1978 |
| Belluno       | 2 - 0       | Tigullio 72 | ?, 22 ottobre 1978 |
| Tigullio 72   | 0 - 4 (dts) | Belluno     | ?, 29 ottobre 1978 |
|               |             |             |                    |
| Libertas Como | 3 - 3       | Roma Lido   | ?, 15 ottobre 1978 |
| Roma Lido     | 1 - 2       | Libertas    | ?, 22 ottobre 1978 |
|               |             |             |                    |

### Finale unica
|          | Risultati |         | Luogo e data       |
| -------- | --------- | ------- | ------------------ |
| Libertas | 2 - 1     | Belluno | ?, 5 novembre 1978 |
|          |           |         |                    |

## Verdetti finali
- La Libertas è campione di Serie B femminile 1978.
- Libertas, Belluno, Foggia e S.M.E.B. Messina sono promosse in Serie A femminile 1979.